# Miyagia
Miyagia is een geslacht van roesten uit de familie Pucciniaceae. De typesoort is Miyagia anaphalidis.

## Soorten
Volgen Index Fungorum telt dit geslacht twee soorten (peildatum april 2023):
| Soortnaam           | Auteur(s)  | Publicatiejaar |
| ------------------- | ---------- | -------------- |
| Miyagia anaphalidis | Miyabe     | 1913           |
| Miyagia macrospora  | Hirats. f. | 1943           |